# 도미닉 스콧 케이
도미닉 스콧 케이(Dominic Scott Kay, 1996년 5월 6일 ~ )는 미국의 배우, 텔레비전 배우이다.
로스앤젤레스에서 태어났다.

## 영화
- 스노우 버디 (2008년)
- 케이크: 어 웨딩 스토리 (2007년)
- 듀큐스 (2007년)
- 캐리비안의 해적 - 세상의 끝에서 (2007년) - 어린 윌 터너 역
- 미드나잇 클리어 (2006년)
- 에어 버디즈 (2006년)
- 샬롯의 거미줄 (2006년) - 윌버 목소리 역
- 와일드 (2006년)
- 러버보이 (2005년) - 폴 역
- 아버지와 아들들 (2005년)
- 가딩 에디 (2004년)
- 엔젤 인 더 패밀리 (2004년)
- 마이너리티 리포트 (2002년)